# Mohamed Boulaouidet
Mohamed El Hadi Boulaouidet (en arabe : محمد الهادي بولعويدات) est un footballeur algérien né le 2 mai 1990 à Constantine. Il évolue au poste d'avant-centre au RC Kouba.

## Carrière

### En clubs
En juin 2015, Mohamed Boulaouidet rejoint la JS Kabylie, pour un contrat de deux saisons. Avec la JSK, il participe à la Coupe de la confédération 2017, où il joue cinq matchs, inscrivant trois buts.
En juillet 2017, il signe au NA Hussein Dey. Avec le NAHD, il participe au Championnat arabe des clubs 2017, où il joue un match.
En décembre 2017, il signe au Ohod Club, en Saudi Pro League.
En juillet 2018, il signe, avec la JS Saoura. Avec la Saoura, il participe à la Ligue des champions de la CAF 2018-2019, où il joue six matchs, inscrivant un but.
En juillet 2019, il signe, avec l'Al Hilal Omdurman, en Ligue 1 soudanaise. Il est libéré, trois mois plus tard, par le club, sur recommandation du staff technique. Pour ne pas avoir régularisé sa situation financière, Boulaouidet saisit la FIFA pour licenciement abusif, avant d’avoir gain de cause, puisque l’instance internationale avait sommé le club soudanais de payer au joueur la somme de 70.000 dollars.
En janvier 2020, il signe, avec l'ASO Chlef.
En octobre 2021, il signe, avec l'AS Aïn M'lila, en Ligue 2.
En août 2022, il signe, avec le CA Batna, en Ligue 2.
En juillet 2023, il signe, avec l'Olympique Akbou, en Ligue 2. En janvier 2024, il quitte le club.

### En sélection
Il reçoit sa seule et unique sélection, en équipe d'Algérie A', le 12 août 2017, contre la Libye, lors des éliminatoires du championnat d'Afrique des nations 2018 (défaite 1-2).